# Ворожбит, Ольга Юрьевна
Ольга Юрьевна Ворожбит (16 ноября 1964, Угловое, Приморский край — 28 февраля 2018, Владивосток) — советский и российский экономист, специалист области основ управления в рыбной промышленности; педагог. Доктор экономических наук (2010), доцент. Первый проректор Владивостокского государственного университета экономики и сервиса (с 2017). Депутат Думы города Владивостока, председатель комитета по социальной политике и делам ветеранов (2012—2017).

## Биография
Родилась 16 ноября 1964 года в посёлке Угловое, Приморского края.
В 1987 году окончила Дальневосточный технологический институт бытового обслуживания (в настоящее время — Владивостокский государственный университет экономики и сервиса) по специальности «Бухгалтерский учет и анализ хозяйственной деятельности». Осталась работать в своём родном учебном заведении.
В 2004 году защитила в Дальневосточном государственном университете диссертацию на соискание учёной степени кандидата экономических наук на тему «Совершенствование экономического механизма управления конкурентоспособностью рыбной продукции (на примере Приморского края)». Присвоено учёное звание доцента.
В 2010 году защитила диссертацию на соискание учёной степени доктора экономических наук на тему «Теоретические и методологические основы управления конкурентоспособностью предпринимательских структур в рыбной промышленности».
С 1987 по 2010 годы работала в Дальневосточном технологическом институте бытового обслуживания в должности старшего лаборанта, ассистента, старшего преподавателя, доцента и заместителя руководителя. В 2010 году была назначена на должность заведующей кафедрой «Финансы и налоги», затем кафедрой «Экономики», а в 2015 году избрана проректором по научно-исследовательской работе, в 2017 году стала работать первым проректором.
Опубликовала 74 научных работы, в которые входят 20 учебно-методических, 1 научно-методическая, 53 научные.
Являлась действительным членом международной федерации бухгалтеров, действительным членом института профессиональных бухгалтеров России, членом общероссийской ассоциации бухгалтеров, преподавателем учебно-методических центров Института профессиональных бухгалтеров и аудиторов России, членом Ученого совета Владивостокского государственного университета экономики и сервиса.
На выборах депутатов Думы города Владивостока в 2012 году одержала победу. До 2017 года работала председателем комитета по социальной политике и делам ветеранов на неосвобождённой основе.
Погибла за рулём автомобиля 28 февраля 2018 года.

## Награды и звания
- Почетная грамота администрации города Владивостока,
- Почетная грамота Министерства образования и науки Российской Федерации,
- Почетная Грамота департамента образования и науки Приморского края,
- нагрудный знак «Почетный работник высшего профессионального образования Российской Федерации».

### Монографии
- Под ред. д-ра экон. наук, проф А.В. Бабкина. Реструктуризация и устойчивое развитие экономических систем: коллективная монография. — СПб.: Изд-во Политехн. ун-та, 2006. — 715 с.
- Ворожбит О.Ю. Конкурентоспособность рыбной продукции: теория, методология, практика: Монография. — Владивосток: Дальнаука, 2007. — 180 с.
- отв. ред. проф. А.П. Латкин. Основные положения стратегии развития института менеджмента, бизнеса и экономики: монография. — Владивосток: Изд-во Дальневост. ун-та, 2007.
- А.П. Латкин, О.Ю. Ворожбит, Т.В. Терентьева. Обеспечение конкурентоспособности рыбохозяйственных организаций: методологический аспект: монография. — Владивосток: Дальнаука, 2009. — 360 с.
- О.Ю. Ворожбит, В.А. Осипов, А.И. Тонких. Конкурентоспособность экономических систем: монография. — Владивосток: Изд-во ВГУЭС, 2011. — 124 с.

### Научные публикации
- Левкина Е. В., Ворожбит О. Ю. Влияние внешних факторов на эффективность рыбной отрасли Приморского края. — Журнал «Международный студенческий научный вестник». — 2015. — № 4-3. С. 416—419.
- Ворожбит О. Ю., Кривошапов В. Г. Алгоритм и метод оценки уровня интеграции вузовской науки в национальной инновационной системе. — Журнал «Современные проблемы науки и образования». — 2015. — № 1-1.
- Литвин А. А., Ворожбит О. Ю., Новицкая Е. В. Влияние муниципальных программ на социально-экономические развитие Владивостокского городского округа на период с 2012 по 2105 годы. — Журнал «Фундаментальные исследования». — 2015. — № 9-2. С.	361—365.
- Ворожбит О. Ю., Юрченко Н. А. Маркетинговые подходы к продвижению образовательных услуг ВУЗов на внешний рынок. — Журнал «Фундаментальные исследования». — 2015. — № 2-13. С. 2880—2884.
- Прокопьева Т. И., Ворожбит О. Ю. Инвестиции физических лиц в ценные бумаги. — Журнал «Современные проблемы науки и образования». — 2014. — № 3.
- Ворожбит О. Ю., Самсонова И. А., Корниенко К. А. Концептуальная модель внедрения института оценки регулирующего воздействия на региональном уровне. — Журнал «Современные проблемы науки и образования». — 2012. — № 5.